# 內史叔服
內史叔服，己姓，叔氏，名服，春秋时期周王室的內史。
前626年（周襄王二十六年、鲁文公元年）春，周襄王派内史叔服来鲁国参加鲁僖公的葬礼。公孙敖听说叔服能给人看相，便让自己两个儿子穀和难出来见他。叔服说：“穀可以祭祀供养你，难可以安葬你。穀的下颔丰满，后代在鲁国必然昌盛。”前613年（周顷王六年、鲁文公十四年）有彗星进入北斗。成周的内史叔服说：“不出七年，宋国、齐国、晋国的国君，都将死于叛乱。”后来宋昭公、齐懿公、晋灵公应验。前590年（周定王十七年、鲁成公元年）春，晋景公派遣瑕嘉调解周王室和戎人的冲突，单襄公到晋国答谢调解成功。刘康公打算乘此进攻戎人。叔服说：“背弃盟约而又欺骗大国，定会失败。背弃盟约不祥，欺骗大国不义，神明、百姓都不会帮助，将如何胜利？”刘康公不，进攻茅戎。三月十九日，在徐吾氏地方大败。《汉书·古今人表》将他定位四等中上。